# Liste der Naturdenkmale in Fronhausen
Die Liste der Naturdenkmale in Fronhausen nennt die im Gebiet der Gemeinde Fronhausen im Landkreis Marburg-Biedenkopf in Hessen gelegenen Naturdenkmale.
| Bild            | Bezeichnung                          | Ortsteil, Lage                                                                        | Beschreibung | Art        | Nr.     |
| --------------- | ------------------------------------ | ------------------------------------------------------------------------------------- | --- | ---------- | ------- |
| Fotos hochladen | Eibe                                 | Fronhausen, Auf der Zinn 50° 42′ 16,7″ N, 8° 41′ 33,7″ O                              | Auf dem Friedhof von Fronhausen in der Nähe der Kirche. Ehemals zusammen mit noch 9 Lebensbäumen Teil einer Baumgruppe. | Einzelbaum | 262     |
| BW              | Eiche                                | Hassenhausen, Eichweg, Zwester-Ohm-Straße, Mühlenpfad 50° 42′ 18,6″ N, 8° 44′ 14,1″ O | Stieleiche unmittelbar im Bürgersteig einer Straße im Ort.                                                              | Einzelbaum | 264     |
| BW              | Traubeneiche                         | Holzhausen 50° 42′ 52,6″ N, 8° 41′ 16,3″ O                                            | Etwa 250 bis 300 Jahre alte Traubeneiche am Rande einer Waldparzelle südlich des Ortes.                                 | Einzelbaum | 265     |
| Fotos hochladen | Stiel-Eichen am südlichen Geiersberg | Bellnhausen 50° 42′ 58″ N, 8° 43′ 2,9″ O                                              | | Baumgruppe | 534.809 |

## Belege
1. ↑  
Naturdenkmale in Hessen. (pdf; 405 kB) Anlage zu Kleine Anfrage der Abg. Ursula Hammann (BÜNDNIS 90/DIE GRÜNEN) vom 15.04.2011 betreffend Biotopverbund Teil 2 und Antwort der Ministerin für Umwelt, Energie, Landwirtschaft und Verbraucherschutz. Hessischer Landtag, 22. Juni 2011, S. 90–102, abgerufen am 4. Februar 2016.
2. Verordnung über „16 Einzelbäume und Baumgruppen“ als Naturdenkmale vom 15.01.2023. Landkreis Marburg-Biedenkopf, 15. Januar 2023, abgerufen am 11. März 2023.
3. ↑  Verordnung über „16 Einzelbäume und Baumgruppen“ als Naturdenkmale vom 15.01.2023. Landkreis Marburg-Biedenkopf, 15. Januar 2023, abgerufen am 11. März 2023.

- Karte mit allen Koordinaten:
- OSM |
- WikiMap